# João Cezimbra Jacques
João Cezimbra Jacques (Santa Maria, 13 de novembro de 1848 — Rio de Janeiro, 28 de julho de 1922) foi um militar brasileiro, precursor do Movimento Tradicionalista Gaúcho.
Militar de Cavalaria, foi voluntário na Guerra do Paraguai aos dezoito anos, em 1867, servindo no 2º Regimento de Cavalaria. Lá permaneceu durante três anos e recebeu condecorações do Uruguai, Argentina e Brasil. Seu pai também participou da Guerra do Paraguai onde veio a falecer.
Em 1895 comandava o terceiro Esquadrão do terceiro Regimento de Cavalaria, foi instrutor da Escola Preparatória de Rio Pardo e do Curso D'Armas da Escola Militar do Rio Grande do Sul, em Porto Alegre. Em 1901 passou para a reserva no posto de major. Era positivista, discípulo de Augusto Comte.
Pioneiro em várias áreas, foi o primeiro a publicar um livro em Santa Maria, participou da criação da Academia Rio-Grandense de Letras em 1901. Foi um dos fundadores do Partido Republicano Rio-Grandense em 1880. Fundador do Grêmio Gaúcho de Porto Alegre, em 22 de maio de 1898, sendo por isso considerado precursor do Movimento Tradicionalista Gaúcho e seu patrono.